# Euagrus
Euagrus es un género de arañas migalomorfas de la familia Dipluridae. Se encuentra en el sur de Estados Unidos a Costa Rica, Sudáfrica, Taiwán.

## Lista de especies
Según The World Spider Catalog 11.5:
- Euagrus anops Gertsch, 1973
- Euagrus atropurpureus Purcell, 1903
- Euagrus carlos Coyle, 1988
- Euagrus cavernicola Gertsch, 1971
- Euagrus charcus Coyle, 1988
- Euagrus chisoseus Gertsch, 1939
- Euagrus comstocki Gertsch, 1935
- Euagrus formosanus Saito, 1933
- Euagrus garnicus Coyle, 1988
- Euagrus gertschi Coyle, 1988
- Euagrus guatemalensis F. O. Pickard-Cambridge, 1897
- Euagrus gus Coyle, 1988
- Euagrus josephus Chamberlin, 1924
- Euagrus leones Coyle, 1988
- Euagrus luteus Gertsch, 1973
- Euagrus lynceus Brignoli, 1974
- Euagrus mexicanus Ausserer, 1875
- Euagrus pristinus O. Pickard-Cambridge, 1899
- Euagrus rothi Coyle, 1988
- Euagrus rubrigularis Simon, 1890
- Euagrus troglodyta Gertsch, 1982
- Euagrus zacus Coyle, 1988